# دغموس مالغاسي
دغموس مالغاسي (الاسم العلمي:Cytinus malagasicus) هو نوع من النباتات يتبع جنس الدغموس من الفصيلة الدغموسية.